# Col de la Pradarena
Le col de la Pradarena est un col de l’Apennin tosco-émilien qui sépare à 1 575 m d'altitude la Toscane de l’Émilie (Italie) et en particulier la province de Lucques de celle de Reggio d'Émilie.

## Géographie
Le col se trouve sur la ligne de faîte principale, entre le mont Cavalbianco (1 855 m) et le mont Asinara (1 750 m). Sur le versant émilien, la vallée du rio Pradarena et Rossendola descendent vers  le hameau de Ospitaletto (Ligonchio) et Ligonchio, et confluent vers la vallée de la rivière Secchia et de son affluent, le torrent Ozola.
Le col est traversé par la route provinciale SP 12 en territoire toscan, qui devient la SP 18 en territoire émilien.
Le col de la Pradarena se trouve à l’intérieur du parc national de l'Apennin tosco-émilien et sur le territoire de la communauté de montagne de la Garfagnana.

## Histoire
Le col était déjà connu et utilisé à l’époque romaine où passait une route qui reliait la Garfagnana avec la  plaine du Pô. Par ce passage, les soldats romains transitèrent en 183 av. J.-C. pour porter secours aux compagnies assiégées par les Gaulois à Tannetum (Teneto hameau de Gattatico), le long de la via Emilia. Aujourd’hui, ne restent que quelques traces des hospices pour les voyageurs et les pèlerins qui traversaient la vallée.
Selon l’historien R. Andreotti dans son œuvre Les Communications antiques de Parme avec la mer Tyrrhénienne dit que L'Itinerarium Antonini à la rubrique Item a Perme-Laca M.P.C.I entend désigner une route romaine qui unissait Parme avec Lucques, en sortant de la porte orientale de Parme et coupant obliquement les tracés de la centuriation, pointait vers la vallée del'Enza pour passer ensuite dans celle du Secchia. Passant ainsi l'Apennin reggiano par le col de la Pradarena, la route descendait en Garfagnana et suivait le Serchio pour arriver à Lucques.
En soutien à cette thèse de Andreotti, Tite-Live rappelait que le consul Marcus Aemilius Lepidus poursuivant les Ligures entre monts et vallées, arriva jusqu’aux monts Ballistam (Valestra) Suismontiumque (Piera di Bismantova) en traversant tous les Apennins. Le col de la Pradarena est très proche de cette localité et pendant les travaux de construction d’une route dans les années 1970, des tombes romaines furent découvertes vers la localité de Gatta/San Bortolomeo.

## Randonnée
Le col se trouve sur l’itinéraire du sentier 00 dit « Grande excursion apénienne ». En direction nord-ouest le sentier 00 relie le col de la Pradarena au col de Cerreto, en passant par le mont Ischia (1 732 m), la cime Belfiore (1 815 m) et mont La Nuda (1 832 m). En direction du sud-est, on rejoint le mont Sillano (1 726 m) et le mont Prado (2 054 m), le chaînon du mont Cusna (2 120 m) et les refuges Bargetana et Battisti.